# جوشوا ريدمان
جوشوا ريدمان (بالإنجليزية: Joshua Redman)‏ هو عازف جاز وملحن أمريكي، ولد في 1 فبراير 1969 في بيركيلي في الولايات المتحدة.

## وصلات خارجية
- الموقع الرسمي
- جوشوا ريدمان على موقع IMDb (الإنجليزية)
- جوشوا ريدمان على موقع ميوزك برينز (الإنجليزية)
- جوشوا ريدمان على موقع أول ميوزيك (الإنجليزية)
- جوشوا ريدمان على موقع ديسكوغز (الإنجليزية)
- جوشوا ريدمان على موقع قاعدة بيانات الفيلم (الإنجليزية)